# Sello electrónico
Un sello electrónico es una pieza  de datos añadidos a un documento electrónico u otro dato, que asegura el origen de los datos y la integridad. 
El término se utiliza en el Reglamento de UE 910/2014 (Reglamento eIDAS) para transacciones electrónicas dentro del mercado interior europeo.

## Descripción
Conceptualmente similar a las firmas electrónicas y generalmente técnicamente realizados como firmas digitales, los sellos electrónicos sirven como prueba de que un documento electrónico fue emitido por una entidad legal específica. Para ello, un sello electrónico debe estar vinculado a los datos sellados con él de forma que cualquier cambio posterior en los datos sea detectable y también de forma que no se pueda crear un sello falso sin acceder a los datos (normalmente una clave privada) utilizados para la creación del sello digital. Esto se suele conseguir mediante el uso de un certificado digital cualificado que interviene en la creación de un sello digital. La clave privada clave privada única utilizada en la creación del sello digital garantiza el no repudio: la entidad que creó el sello digital no puede negar posteriormente que creó el sello para ese documento. Si el documento se modifica después de la creación de su sello digital, el sello digital no es válido para el documento modificado. Esto puede ser comprobado por cualquier persona con acceso a la clave pública correspondiente a la clave privada utilizada en la creación del sello digital, garantizando la integridad del documento sellado.
Además de autenticar el documento emitido por la persona jurídica, los sellos electrónicos también pueden utilizarse para autenticar cualquier activo digital de la persona jurídica, como el código de software o los servidores. La diferencia importante entre una firma digital y un sello electrónico es que este último suele ser creado por una persona jurídica, mientras que las firmas digitales son creadas por una persona física. Para la creación de una firma digital, se requiere la acción de la persona que firma un documento o datos. En cambio, la creación de los sellos digitales puede automatizarse e incorporarse a procesos ejecutados automáticamente en un entorno digital.

## Sello electrónico cualificado
Un sello electrónico cualificado es un sello electrónico que cumple el Reglamento de la UE n.º 910/2014 (Reglamento eIDAS) para las transacciones electrónicas en el mercado interior europeo. Permite verificar el emisor de un documento durante largos periodos de tiempo. Los sellos electrónicos cualificados pueden considerarse como el equivalente digital a los sellos de las personas jurídicas en papel. Según el Reglamento eIDAS, un sello electrónico cualificado debe ser creado por un dispositivo electrónico cualificado y basarse en un certificado cualificado de sello electrónico.